# 마이클 영 (야구 선수)
마이클 브라이언 영(Michael Brian Young, 1976년 10월 19일 ~ )은 전 미국 프로야구 텍사스 레인저스의 선수이다. 1997년 5라운드 149픽으로 토론토 블루제이스에 입단했다. 그 이전에 1994년 볼티모어 오리올스가 25라운드에서 그를 뽑았지만, 영은 입단하지 않고 대학에 진학하기로 마음 먹었다. 토론토에서의 메이저 리그 경험은 없으며, 2000년 트레이드를 통해 텍사스 레인저스로 팀을 옮겼다. 뛰어난 수비력과 타격으로 텍사스 팀 기둥 선수로 성장하였으며, 2007년에 텍사스와 2013년까지 총 8천만 달러의 재계약을 하는데 성공을 했다. 2014년부터 텍사스 레인저스의 단장특별보좌역을 맡고 있다.

## 가족
마이클 영의 어머니는 멕시코계 미국인이다. 2000년, 텍사스 입단한 해에 고등학교때부터 만나 교제해 온 아내 크리스티나와 결혼하였다. 2005년 첫 아들인 마테오를 낳았고, 2009년에 10월에는 두 번째 아들 에밀리오가 태어났다. 두 아들 모두 멕시코에서 많이 사용하는 이름으로 아들 이름을 지었다. 전 복싱 선수이자 WBO 라이트웰터급 챔피언을 지낸, 잭 파디야 (Zack Padilla)와는 사촌 관계이다.

## 경력
- 6년 연속 올스타전 참가 (2004년 ~ 2009년)

## 주요 기록
- 개인 팀 최고 안타 경신 : 221개 (2005년)
- 개인 팀 최다 2루타 경신 : 52개 (2006년)
- 개인 팀 최다 타수 경신 : 691타수 (2006년)
- 개인 1,000 안타 달성 (2006년)
- 개인 1,000 경기 출장 (2007년)
- 개인 2,000 안타 달성 (2011년)

## 수상
- 아메리칸 리그 타격상 수상 (2005년)
- 올스타전 최우수선수 (MVP) 선정 (2006년)
- 골드 글러브 유격수 부문 수상 (2008년)

## 연도별 타격 성적
| 연 도      | 소 속      | 경 기 | 타 석 | 타 수 | 득 점 | 안 타 | 2 루 타 | 3 루 타 | 홈 런 | 루 타 | 타 점 | 도 루 | 도 루 자 | 희 생 번 | 희 생 플 | 볼 넷 | 고 4 | 사 구 | 삼 진 | 병 살 타 | 타 율 | 출 루 율 | 장 타 율 | O P S |
| ---------- | ---------- | ----- | ----- | ----- | ----- | ----- | ------- | ------- | ----- | ----- | ----- | ----- | -------- | -------- | -------- | ----- | ---- | ----- | ----- | -------- | ----- | -------- | -------- | ----- |
| 2000년     | TEX        | 2     | 2     | 2     | 0     | 0     | 0       | 0       | 0     | 0     | 0     | 0     | 0        | 0        | 0        | 0     | 0    | 0     | 1     | 0        | .000  | .000     | .000     | .000  |
| 2001년     | TEX        | 106   | 429   | 386   | 57    | 96    | 18      | 4       | 11    | 155   | 49    | 3     | 1        | 9        | 5        | 26    | 0    | 3     | 91    | 9        | .249  | .298     | .402     | .699  |
| 2002년     | TEX        | 156   | 633   | 573   | 77    | 150   | 26      | 8       | 9     | 219   | 62    | 6     | 7        | 13       | 6        | 41    | 1    | 0     | 112   | 14       | .262  | .308     | .382     | .690  |
| 2003년     | TEX        | 160   | 713   | 666   | 106   | 204   | 33      | 9       | 14    | 297   | 72    | 13    | 2        | 3        | 7        | 36    | 1    | 1     | 103   | 14       | .306  | .339     | .446     | .785  |
| 2004년     | TEX        | 160   | 739   | 690   | 114   | 216   | 33      | 9       | 22    | 333   | 99    | 12    | 3        | 0        | 4        | 44    | 1    | 1     | 89    | 11       | .313  | .353     | .483     | .836  |
| 2005년     | TEX        | 159   | 732   | 668   | 114   | 221   | 40      | 5       | 24    | 343   | 91    | 5     | 2        | 0        | 3        | 58    | 0    | 3     | 91    | 20       | .331  | .385     | .513     | .899  |
| 2006년     | TEX        | 162   | 748   | 691   | 93    | 217   | 52      | 3       | 14    | 317   | 103   | 7     | 3        | 0        | 8        | 48    | 0    | 1     | 96    | 27       | .314  | .356     | .459     | .814  |
| 2007년     | TEX        | 156   | 692   | 639   | 80    | 201   | 37      | 1       | 9     | 267   | 94    | 13    | 3        | 0        | 1        | 47    | 5    | 5     | 107   | 21       | .315  | .366     | .418     | .783  |
| 2008년     | TEX        | 155   | 708   | 645   | 102   | 183   | 36      | 2       | 12    | 259   | 82    | 10    | 0        | 0        | 6        | 55    | 0    | 2     | 109   | 19       | .284  | .339     | .402     | .741  |
| 2009년     | TEX        | 135   | 593   | 541   | 76    | 174   | 36      | 2       | 22    | 280   | 68    | 8     | 3        | 0        | 4        | 47    | 2    | 1     | 90    | 16       | .322  | .374     | .518     | .892  |
| 2010년     | TEX        | 157   | 718   | 656   | 99    | 186   | 36      | 3       | 21    | 291   | 91    | 4     | 2        | 0        | 11       | 50    | 4    | 1     | 115   | 21       | .284  | .330     | .444     | .774  |
| 2011년     | TEX        | 159   | 689   | 631   | 88    | 213   | 41      | 6       | 11    | 299   | 106   | 6     | 2        | 0        | 9        | 47    | 7    | 2     | 78    | 17       | .338  | .380     | .474     | .854  |
| 2012년     | TEX        | 156   | 651   | 611   | 79    | 169   | 27      | 3       | 8     | 226   | 67    | 2     | 2        | 0        | 6        | 33    | 3    | 1     | 70    | 26       | .277  | .312     | .370     | .682  |
| 2013년     | PHI/LAD    | 147   | 565   | 519   | 52    | 145   | 26      | 5       | 8     | 205   | 46    | 1     | 0        | 0        | 2        | 43    | 4    | 1     | 83    | 21       | .279  | .335     | .395     | .730  |
| 통산：14년 | 통산：14년 | 1970  | 8612  | 7918  | 1137  | 2375  | 441     | 60      | 185   | 3491  | 1030  | 90    | 30       | 25       | 72       | 575   | 28   | 22    | 1235  | 236      | .300  | .346     | .441     | .787  |

- 2012년 기준, 굵은 글씨는 시즌 최고 성적.